# Ovan
Ovan es una comuna gabonesa, chef-lieu del departamento de Mvoung de la provincia de Ogooué-Ivindo.
En 2013 la comuna tenía una población de 3382 habitantes, de los cuales 1644 eran hombres y 1738 eran mujeres.
Se ubica a orillas del río Mvoung, afluente del río Ivindo, unos 70 km al suroeste de la capital provincial Makokou sobre la carretera N4.